# Trio Corrente
Das Trio Corrente ist ein brasilianisches Latin-Jazz-Trio. Es besteht aus den Jazzmusikern Fabio Torres (Piano), Paulo Paulelli (Bass) und Edu Ribeiro (Schlagzeug).

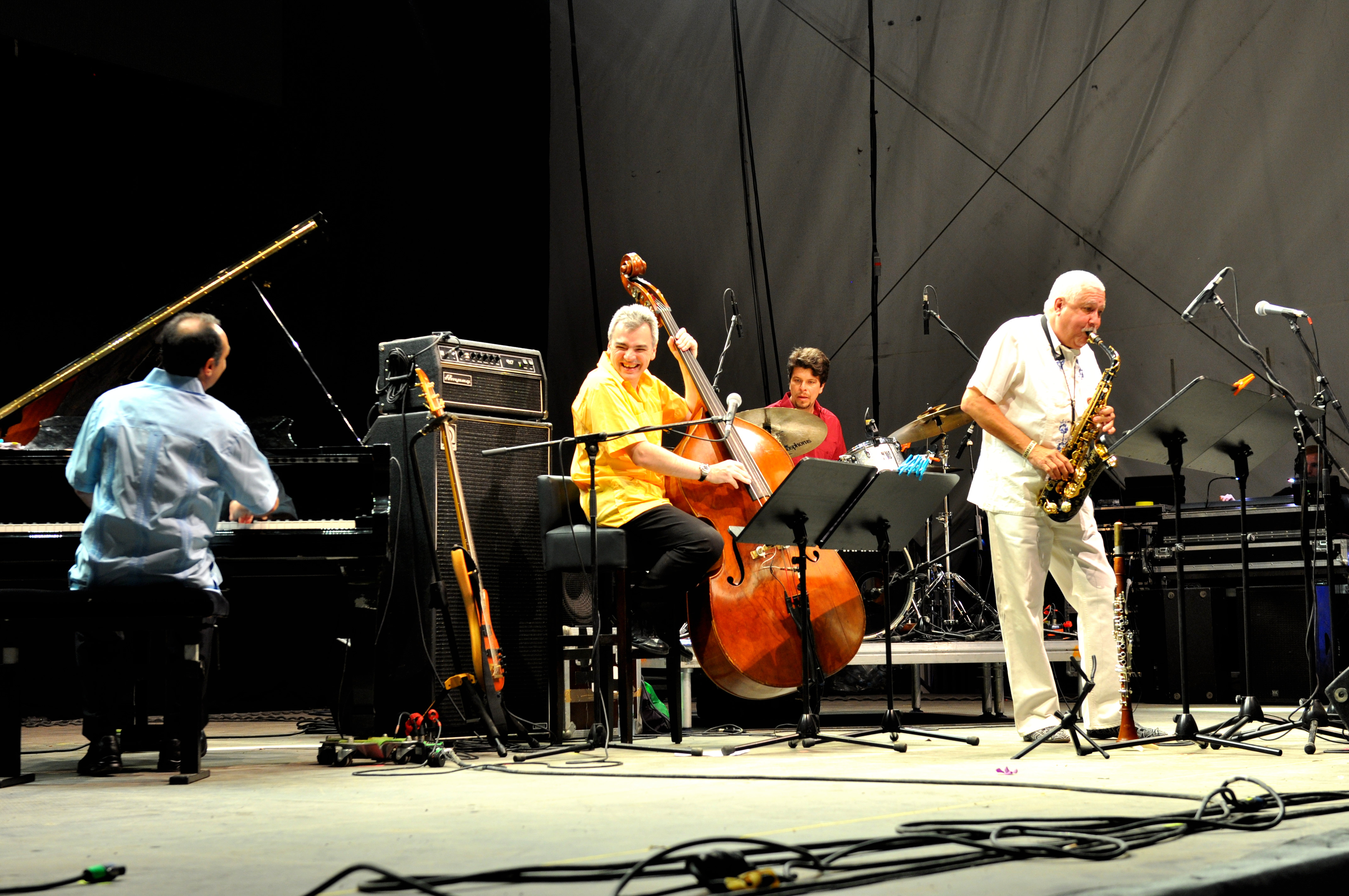
Das Trio Corrente zusammen mit Paquito D’Rivera 2015 beim Weltmusikfestival Horizonte auf der Festung Ehrenbreitstein

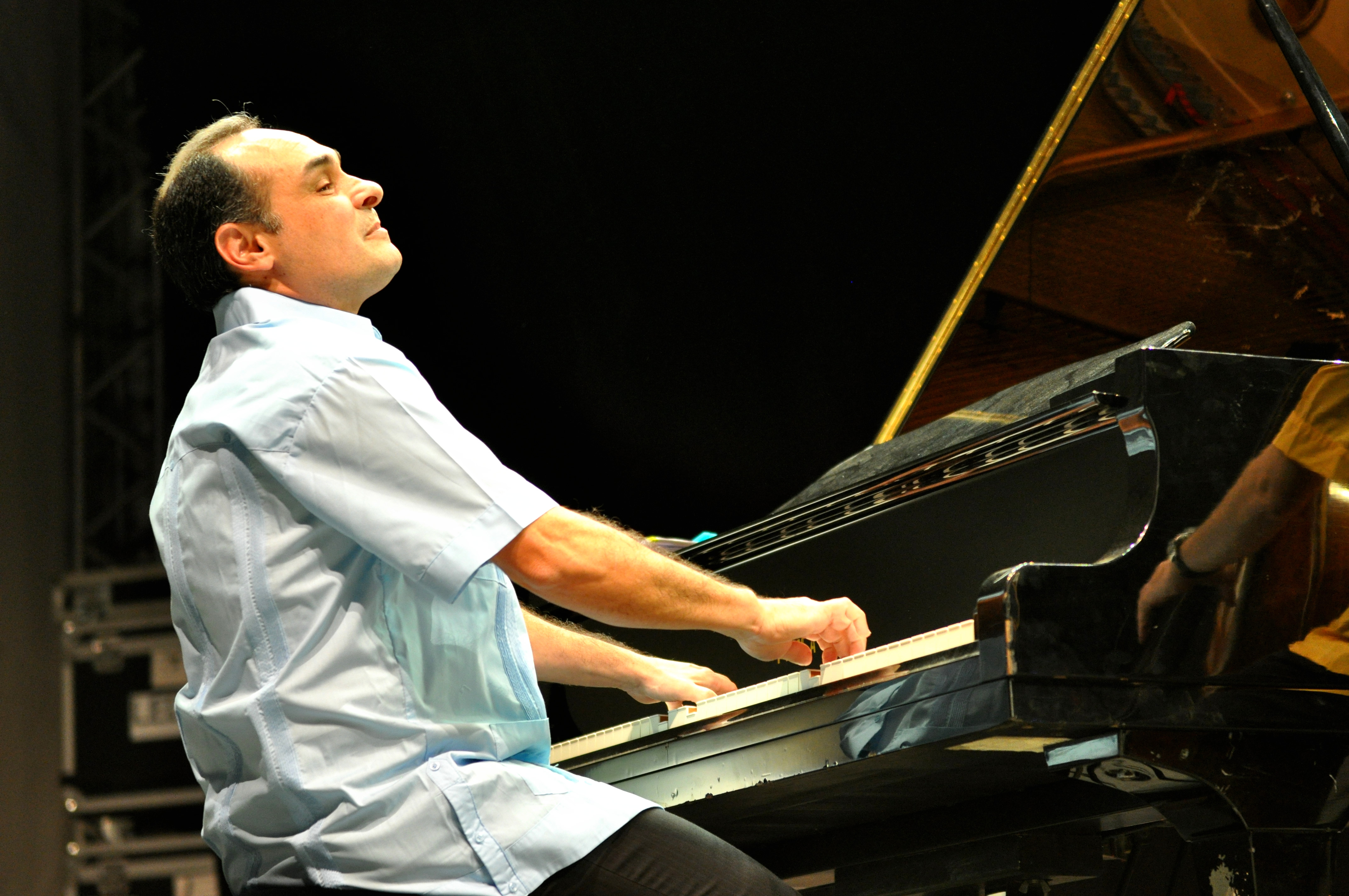
Fabio Torres

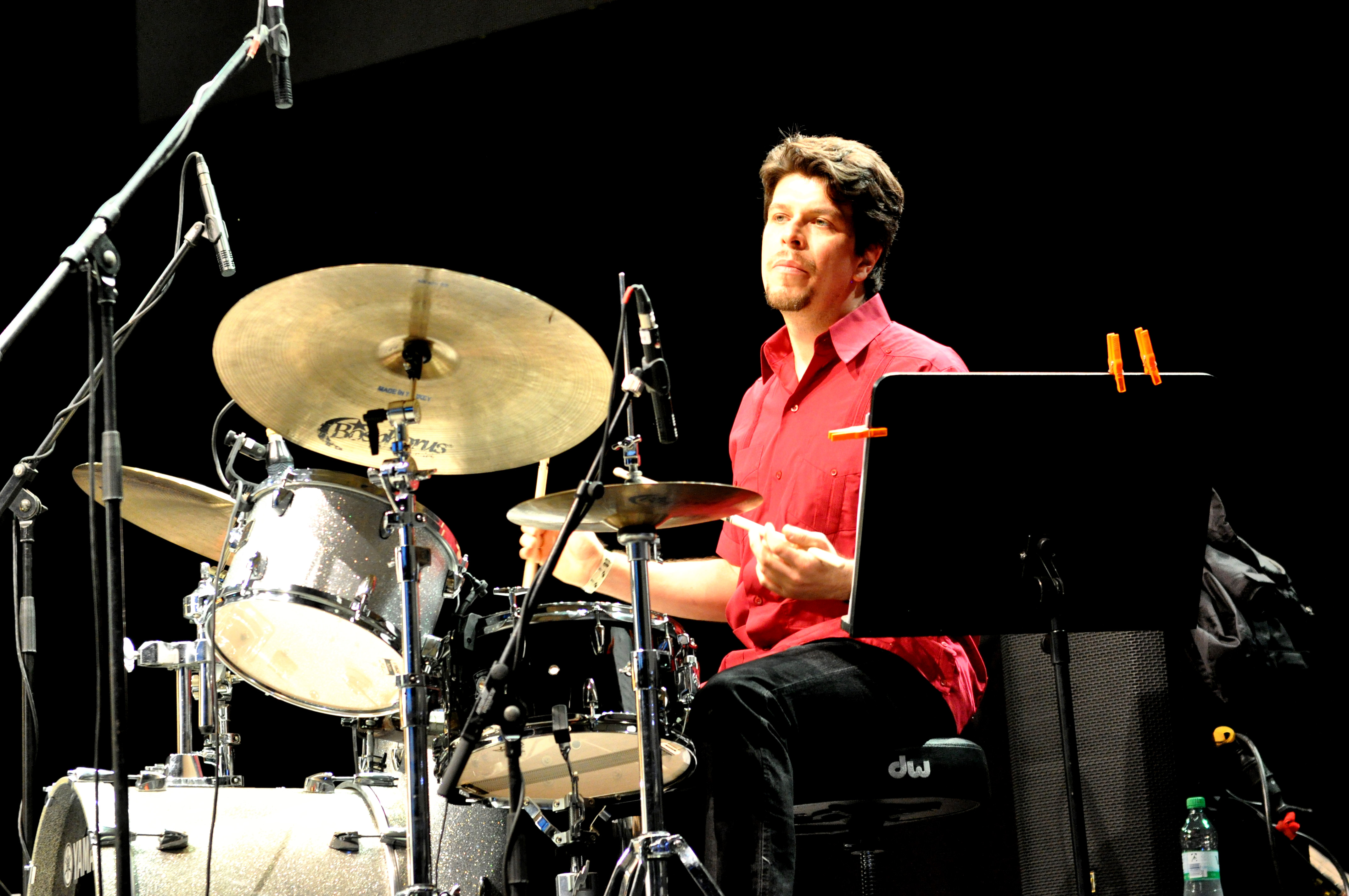
Edu Ribeiro

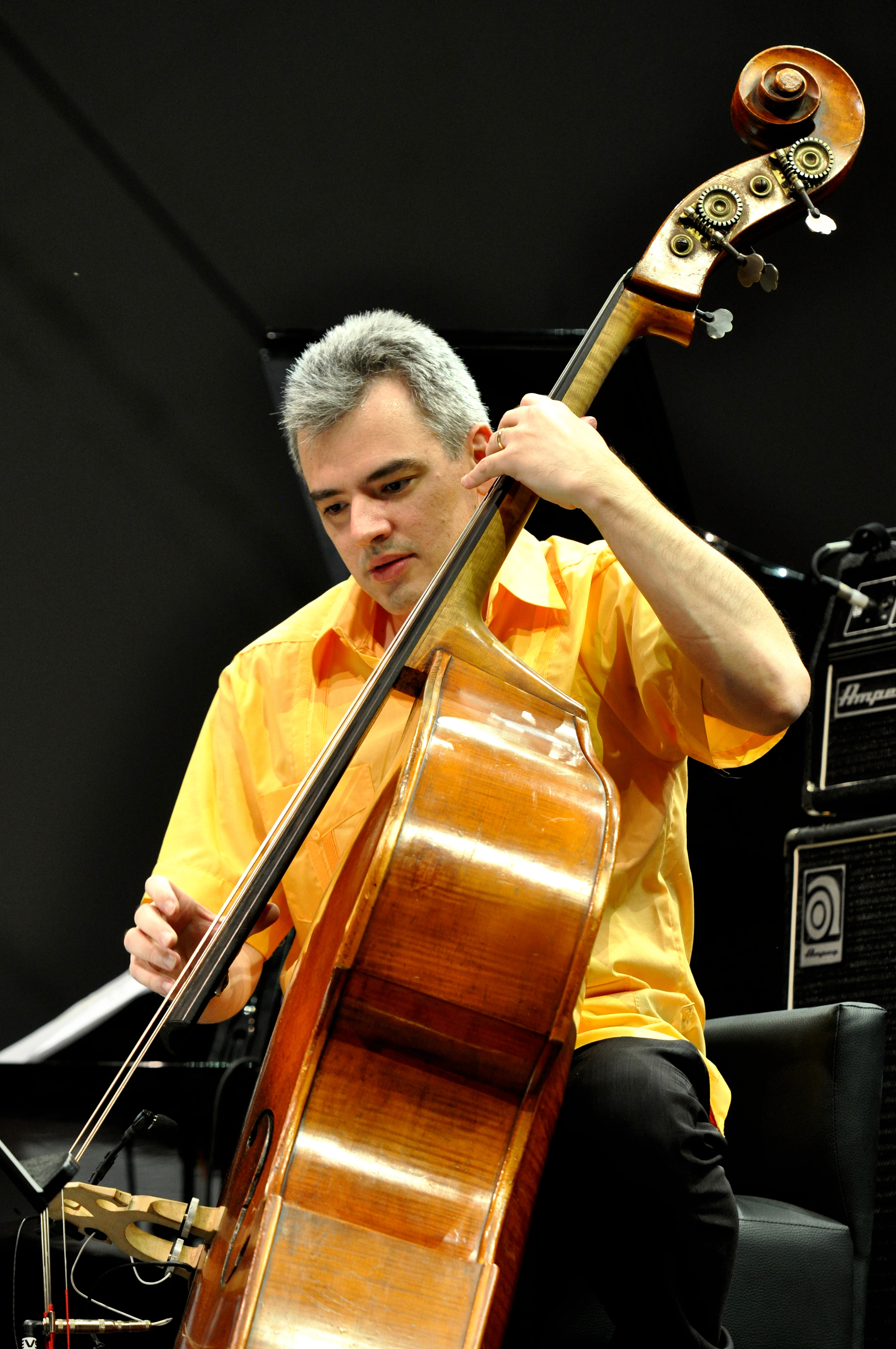
Paulo Palelli

Das Trio nahm 2005 mit Corrente das erste Album auf und wurde damit in der brasilianischen Jazz-Szene bekannt und mit bekannten Trios der 1960er Jahre wie dem Zimbo Trio und dem Tamba Trio verglichen, von denen es sich beeinflussen ließ. Seit 2009 arbeitete das Trio mit bekannten Musikern wie Stacey Kent, Joyce Moreno, Hamilton de Holanda, Leila Pinheiro, Mônica Salmaso, Anthony Wilson und Paquito D’Rivera. Mit Paquito D’Rivera fand 2010 in Fortaleza die Show Trio Corrente invites Paquito D’Rivera statt, die später in Punta del Este in Uruguay, in Curitiba und in Spanien wiederholt wurde.
Auf dem Album Song for Maura unterstützte 2013 Paquito D’Rivera das Trio; das Album, auf dem neben Eigenkompositionen auch Werke von Pixinguinha und K-Ximbinho interpretiert werden, wurde 2014 mit dem Grammy Award for Best Latin Jazz Album ausgezeichnet.

## Diskografie
- 2005: Corrente
- 2011: Volume 2
- 2013: Paquito D’Rivera & Trio Corrente: Song for Maura[2]